# Benedetto Marzolla
Benedetto Marzolla (Brindisi, 14 marzo 1801 – Napoli, 10 maggio 1858) è stato un cartografo e geografo italiano. A Napoli fu redattore statistico presso il Ministero dell’Interno e ingegnere topografico presso il Reale officio topografico. Fu autore di oltre centosettanta carte, tra topografiche, corografiche e geografiche, raccolte in atlanti del Regno delle Due Sicilie e in atlanti geografici universali.

## Biografia

### La formazione giovanile e l'ammissione all'Officio topografico
Benedetto Marzolla nacque a Brindisi da Carlo e da Elisabetta They.

Educato presso le scuole pie dei Padri Scolopi a Brindisi, mostrò subito predisposizione per la matematica e le materie scientifiche ed un'autentica passione per la geografia, le carte geografiche e per il disegno.

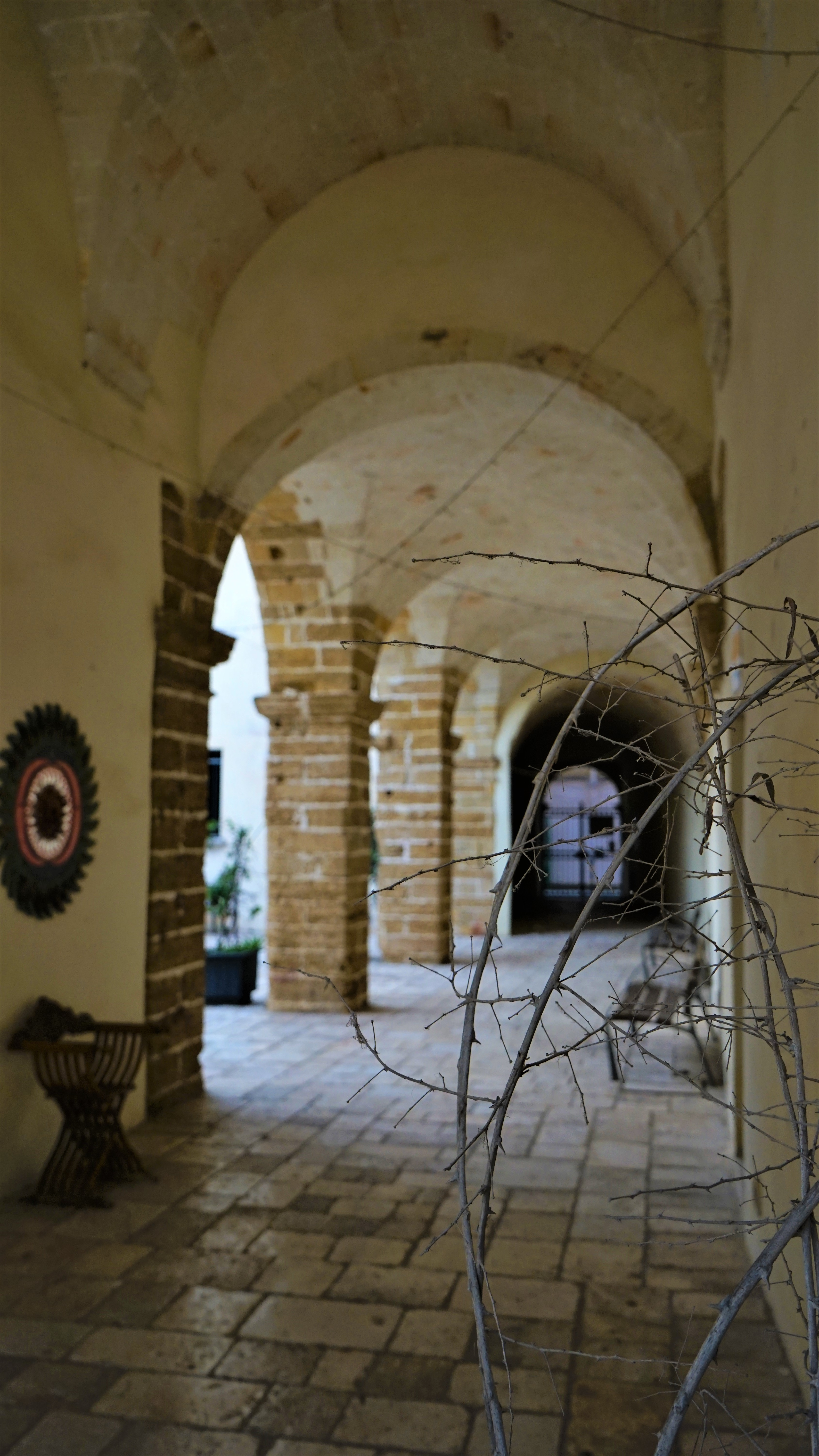
Brindisi - Porticato del chiostro del complesso conventuale delle ex-Scuole Pie.

Nel 1819 si trasferì a Napoli per dedicarsi agli studi di ingegneria militare e, «sotto la tutela del facoltoso zio materno Giuseppe They», si laureò ventenne da ufficiale borbonico. A Napoli ebbe modo di conoscere il direttore del R. Officio topografico, l'allora colonnello Ferdinando Visconti che, favorevolmente impressionato, «si compiacque di accoglierlo», nel 1821, nell'istituzione da lui diretta con la qualifica di tenente ingegnere topografo di terza classe.
Marzolla conservò questo grado e questo incarico fino al 1822 quando, in seguito al fallimento dei moti carbonaro-massonici del 1820-21 ed alle conseguenti persecuzioni ed epurazioni, lo Stato Maggiore fu abolito, l'Officio topografico fu posto alle dirette dipendenze del Ministro di Guerra e Marina, Visconti fu allontanato dall'esercito ed esonerato dalla direzione dell'Officio topografico, e Marzolla, sospettato di idee liberali, fu arrestato e imprigionato per alcuni mesi.

### Il reintegro nell'Officio topografico e la Commissione di statistica

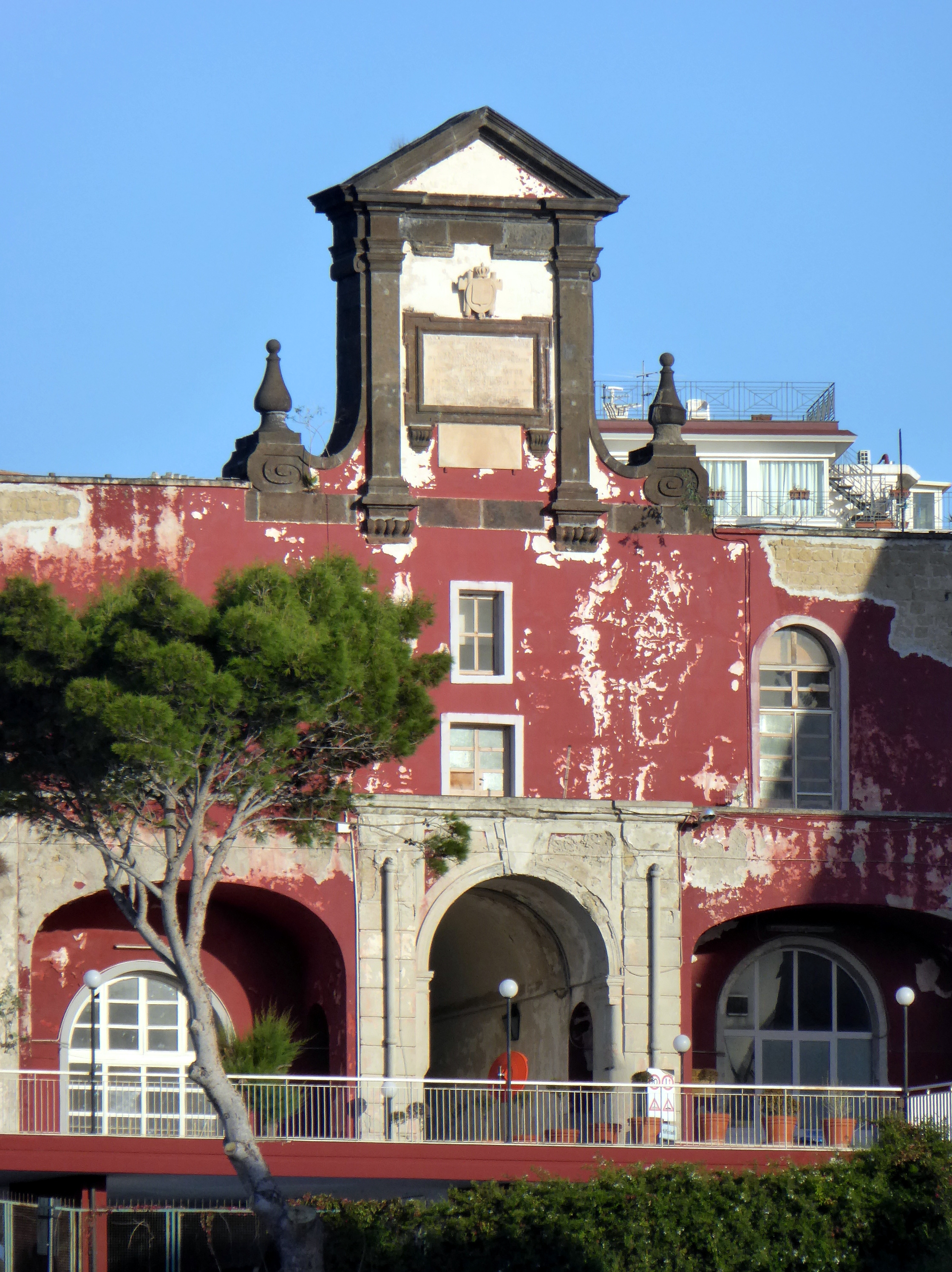
Napoli - Palazzo Carafa di Santa Severina a Pizzofalcone sede, dal 1813, del Deposito Generale della Guerra e Marina e, dal 1817, del R. Officio topografico.

Nel 1827 fu reintegrato nei ruoli dell'Officio topografico e diede inizio alla sua attività di cartografo che lo avrebbe portato a realizzare oltre centosettanta carte, tra geografiche, corografiche e topografiche, generali e tematiche, che ne avrebbero fatto uno dei più autorevoli protagonisti della geografia e della cartografia napoletana, ed europea del XIX secolo.
Nel 1849 Ferdinando II delle Due Sicilie gli conferì la croce di cavaliere del Reale ordine di Francesco I e nel 1851 fu promosso disegnatore topografo di prima classe «col grado ed onori d'Ingegnere e l'onorificenza del grado di primo tenente». Fu inoltre insignito da Papa Pio IX della croce di cavaliere del Pontificio ordine di San Gregorio Magno.
Marzolla rimase all'Officio topografico fin quasi alla sua morte prematura, avvenuta per apoplessia nella notte tra il 10 e l'11 maggio del 1858, «mentre andava per mettersi in posta e recarsi in Gaeta presso la Maestà del Re (N. S.) che a sé avevalo chiamato».

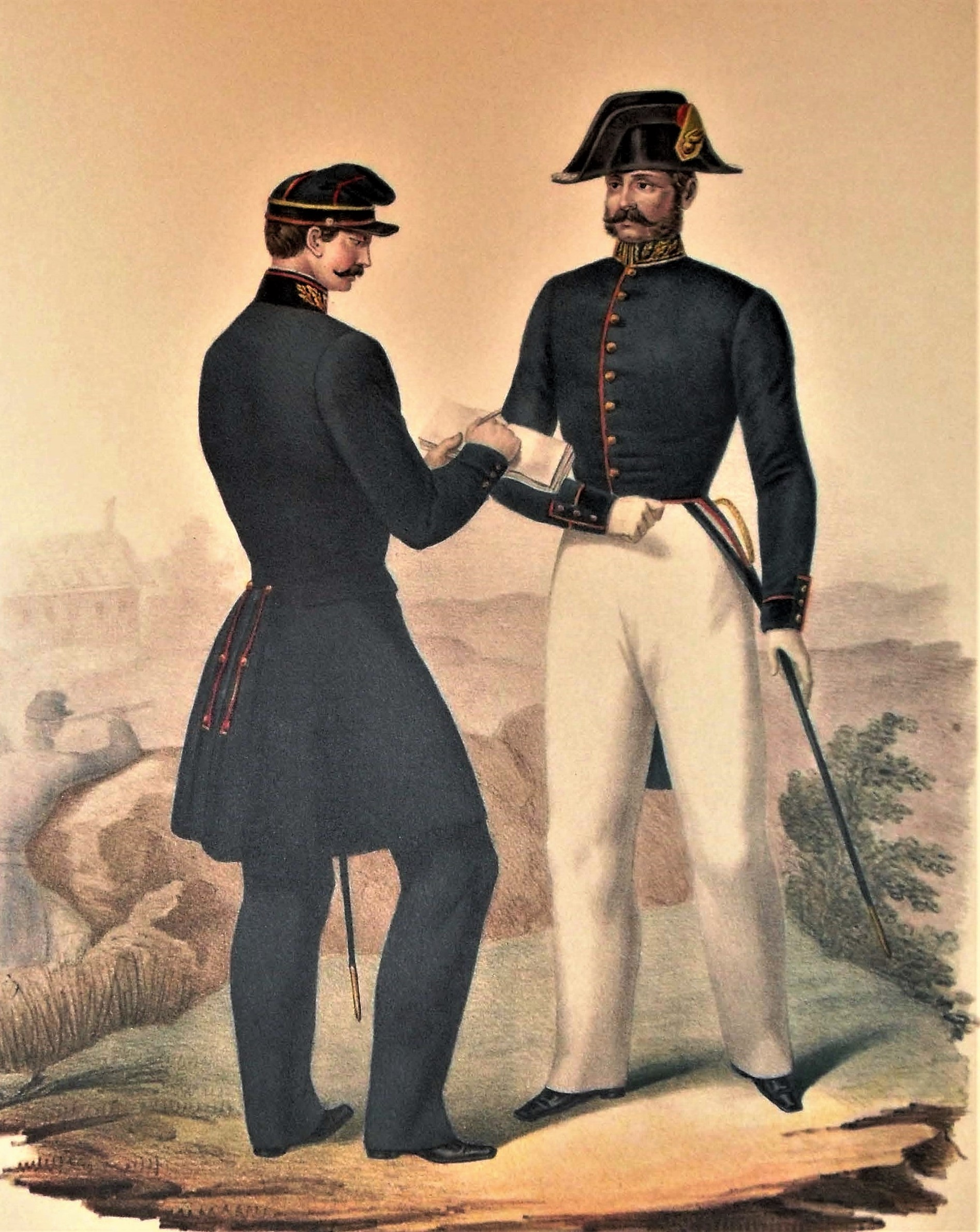
Disegnatore e ingegnere-geografo del R. officio topografico (immagine tratta da: Zezon, 1850).

L'udienza con il sovrano era prevista per via dell'attività che Marzolla andava svolgendo nell'ambito di un secondo incarico pubblico che, intanto, gli era stato conferito. Nell 1852, infatti, era stato chiamato a far parte della Commissione di Statistica Generale pei Reali Dominî continentali, istituita presso il Ripartimento di Agricoltura e Commercio del Ministero dell'Interno.
In questa sede, il 16 marzo del 1853, Marzolla aveva presentato un progetto di catasto generale che prevedeva l'esecuzione di una «Carta Catastale dei Comuni del Regno, indispensabile alla compilazione della Statistica». Ciò avrebbe comportato il rilevamento di carte geometriche a grande scala per «ciascun Comune de’ Reali Dominii continentali».
E proprio la presentazione al Re del saggio di una carta catastale, quella del comune di Castellammare di Napoli, rilevata topograficamente da Marzolla e da lui «portata all’ultima perfezione qual si richiedeva per servire di formola al catasto diffinitivo del Regno» era il motivo di quel viaggio a Gaeta, tragicamente mancato.

### L'ultimo decennio borbonico e la fondazione delloStabilimento geografico
Ma non fu solo il doppio incarico a rendere gli ultimi anni di vita di Marzolla particolarmente gravosi di impegni. Ci fu anche un'altra attività da lui avviata a partire da quei primi anni '50 dell'800.
Nei pressi del R. Teatro di San Carlo Marzolla aveva fondato infatti lo Stabilimento geografico, un'officina lito-cartografica privata, che aveva l'obiettivo di «riprodurre fra noi a buon mercato ogni maniera di carte geografiche fra le migliori che si elaborassero all'estero a seconda dei progressi della scienza».
E, avviato che fu lo Stabilimento, Marzolla «adoperandosi intorno al novello trovato della litografia che nell'anzidetto Stabilimento era stata di subito introdotta», iniziò a pubblicare a dispense le «celebri tavole provinciali del Regno di Napoli, poi raccolte in atlanti» e diede avvio ad una cospicua produzione commerciale di carte tematiche d’attualità e di carte geografiche che sarebbero poi state definite «tra le più ricche di dati e meglio impostate a livello europeo».
Marzolla fece parte di numerose istituzioni scientifiche italiane e straniere. Fu socio corrispondente dell'Imperiale e Reale Accademia Pistoiese di scienze lettere ed arti, della Pontificia Insigne Accademia di Belle Arti e Letteratura dei Virtuosi al Pantheon, dell'Accademia cosentina, della Real Società economica d'Abruzzo Citeriore e fu membro della Société de Géographie di Parigi.
Marzolla non si occupò solo di cartografia ma partecipò attivamente alla soluzione delle problematiche ambientali e urbanistiche di Brindisi attraverso suggerimenti ed opere da realizzare. Nel 1819 collaborò con Francesco Bruni alla progettazione del cimitero comunale e fondamentale fu il suo contributo per la riapertura del porto che, dopo gli inadeguati lavori di Andrea Pigonati, si era quasi interrato creando un'insalubre zona paludosa responsabile per anni di un'elevata mortalità in città. Per contrastare il partito antibrindisino, contrario ai lavori e convincere il Re,  Marzolla, in collaborazione con Teodoro Monticelli, fu autore di sette memorie e della Difesa della città e del porto di Brindisi, una lunga monografia che ebbe tre edizioni tra il 1831 ed il 1833 e per le quali disegnò due cartine raffiguranti la situazione del porto prima e dopo i lavori di Pigonati. Si adoperò anche per far passare da Brindisi la consolare borbonica (dal 1928, la Statale adriatica), allora in fase di costruzione.
Dopo la sua morte e, soprattutto, con la caduta del Regno dei Borbone e l'Unità d'Italia, la sua notorietà andò lentamente dissolvendosi, e Marzolla condivise così la sorte di molti altri illustri personaggi della vita culturale, politica e sociale del Mezzogiorno che non avevano appoggiato apertamente il processo risorgimentale e l'unificazione.
In omaggio alla sua memoria, invece, il Consiglio comunale di Brindisi nella seduta del 28 ottobre 1905, deliberò di intitolare all'illustre concittadino il R. Ginnasio comunale diventato così il R. Liceo Ginnasio “Benedetto Marzolla” (successivamente IISS Marzolla Leo Simone Durano).

## Attività litografica, statistica e geo-cartografica

### Le opere giovanili ed il primo atlante corografico prodotto a Napoli
Le prime opere di Marzolla furono alcune riproduzioni litografiche tra cui, nel 1827, il Rione di S. Giuseppe all'interno della Pianta dei quartieri di Napoli di Giuseppe de Salvatori, e la monografia sull'isola Ferdinandea nel 1831.

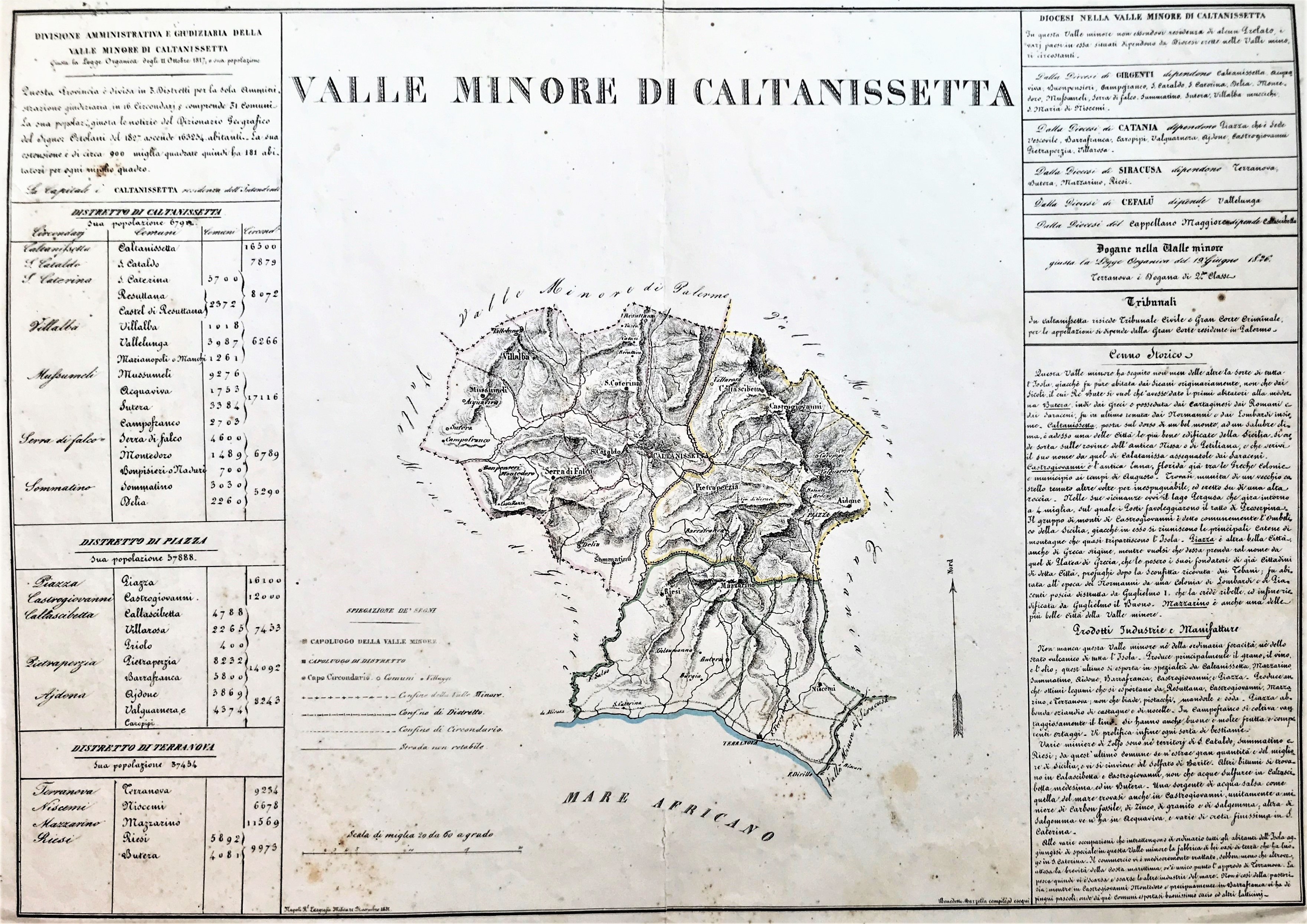
Valle minore di Caltanissetta. Tavola n. 22 dell'Atlante corografico storico e statistico del Regno delle Due Sicilie (immagine tratta da Marzolla, 1832a).

Ma il vero inizio della sua attività geo-cartografica si può far risalire al 31 agosto del 1829, data di pubblicazione della carta della Provincia di Napoli. Questa fu la prima di altre ventitré carte corografiche che, pubblicate mensilmente d'allora,  sarebbero andate a formare, nel 1832, l'Atlante corografico storico e statistico del Regno delle Due Sicilie, il primo atlante regionale in scala corografica prodotto a Napoli.
Questo atlante rappresentò un punto di svolta rispetto a opere simili di autori precedenti sia per l’utilizzo della tecnica litografica (introdotta all'Officio topografico nel 1823) sia, soprattutto, per la scelta metodologica, operata da Marzolla, di descrivere gli aspetti fisici e a antropici del territorio cartografato attraverso un'organica combinazione di immagine e testo che, anticipando l'assetto dei moderni sistemi informativi geografici, ne avrebbe fatto «uno degli antesignani GIS della storia».
«Questa intuizione didattica» di coniugare cartografia e narrazione geografica in un'unica sintesi, si tradusse graficamente in una ripartizione di ogni tavola dell'atlante in tre spazi: uno centrale, dedicato alla rappresentazione in scala del territorio cartografato, e due laterali con una fitta elencazione di dati storici, amministrativi, demografici ed economici. Nel riquadro a sinistra, a una sintetica presentazione del territorio faceva seguito una tabella con la suddivisione amministrativa (articolata in distretti, circondari, comuni e uniti) e una demografia suddivisa per singoli insediamenti abitativi. Nell'altro, a destra, vi era esposta la divisione delle diverse Diocesi, dipendenti dai Vescovi che avevano la loro residenza nella provincia, a cui seguiva l'elenco delle dogane, dei tribunali e delle Gran Corti Civili e Criminali e terminava con brevi cenni storici e con sintetiche notizie su prodotti, industrie e manifatture.

### Gli atlanti geografici universali
Nel 1840, Marzolla «preso dal fascino di cartografare i risultati delle scoperte e delle esplorazioni», che avevano enormemente arricchito la conoscenza geografica del mondo, a partire dalla seconda metà del '700, iniziò ad approntare un Atlante geografico universale che, in un continuo lavoro di aggiornamento e arricchimento di informazioni, lo avrebbe impegnato fino al 1858 e avrebbe fatto di quest'opera, pubblicata in sei successive edizioni, «il più voluminoso e aggiornato atlante universale italiano dell'800».

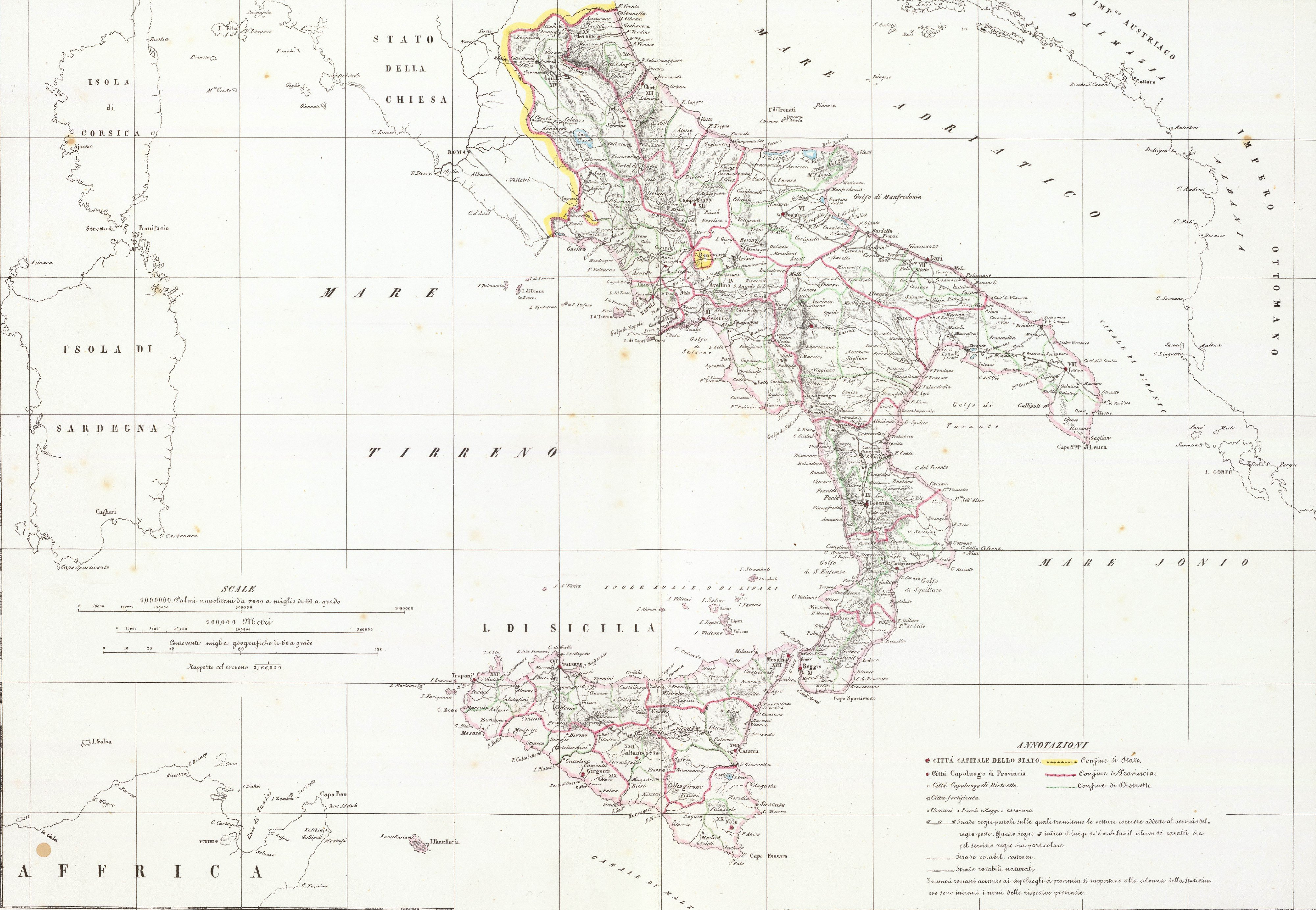
Regno delle Due Sicilie. Tavola n. 17 dell'Atlante geografico corredato di notizie relative alla geografia fisica politica, ed in generale alla statistica delle varie regioni del Globo (immagine tratta da Marzolla, 1858b).

Nelle quaranta tavole della prima edizione, e nelle cinquantaquattro dell'ultima e più completa, Marzolla, servendosi delle più aggiornate fonti geo-cartografiche, statistiche e storiche, debitamente citate in ogni tavola, iniziò col presentare cartograficamente le conoscenze geografiche degli antichi, per poi passare alla raffigurazione della geografia attuale del mondo, dapprima con una carta del globo in due emisferi e con le carte generali, una per ogni continente poi, più in dettaglio perché a scala maggiore, con le carte dei diversi stati europei ed extraeuropei e con quelle del Regno delle Due Sicilie e degli altri stati italiani preunitari.
Coerente con la scelta metodologica già operata in passato, Marzolla appose «sopra ciascuna tavola la descrizione fisica, storica, politica, statistica, della regione di cui la tavola presenta l'aspetto» realizzando anche in quest'opera «un’originale ed autentica integrazione tra parte figurata e testo» sicché per il lettore «non siavi d'uopo di svolgere altre carte ed altri libri per gir rintracciando ciò che si brama d'apprendere».

### La produzione cartografica minore: carte singole generali e carte tematiche
La produzione cartografica minore di Marzolla comprende alcune carte singole generali, che non furono sempre espressione di nuovi lavori e spesso furono eseguite su materiali preesistenti, come la Carta della frontiera del Regno. Risalta invece per l'originalità e la varietà delle carte tematiche. Tra queste la più singolare, tanto da costituire probabilmente «un unicum nel panorama cartografico italiano della prima metà del XIX secolo», è la Carta dei prodotti alimentari pubblicata nel 1856.

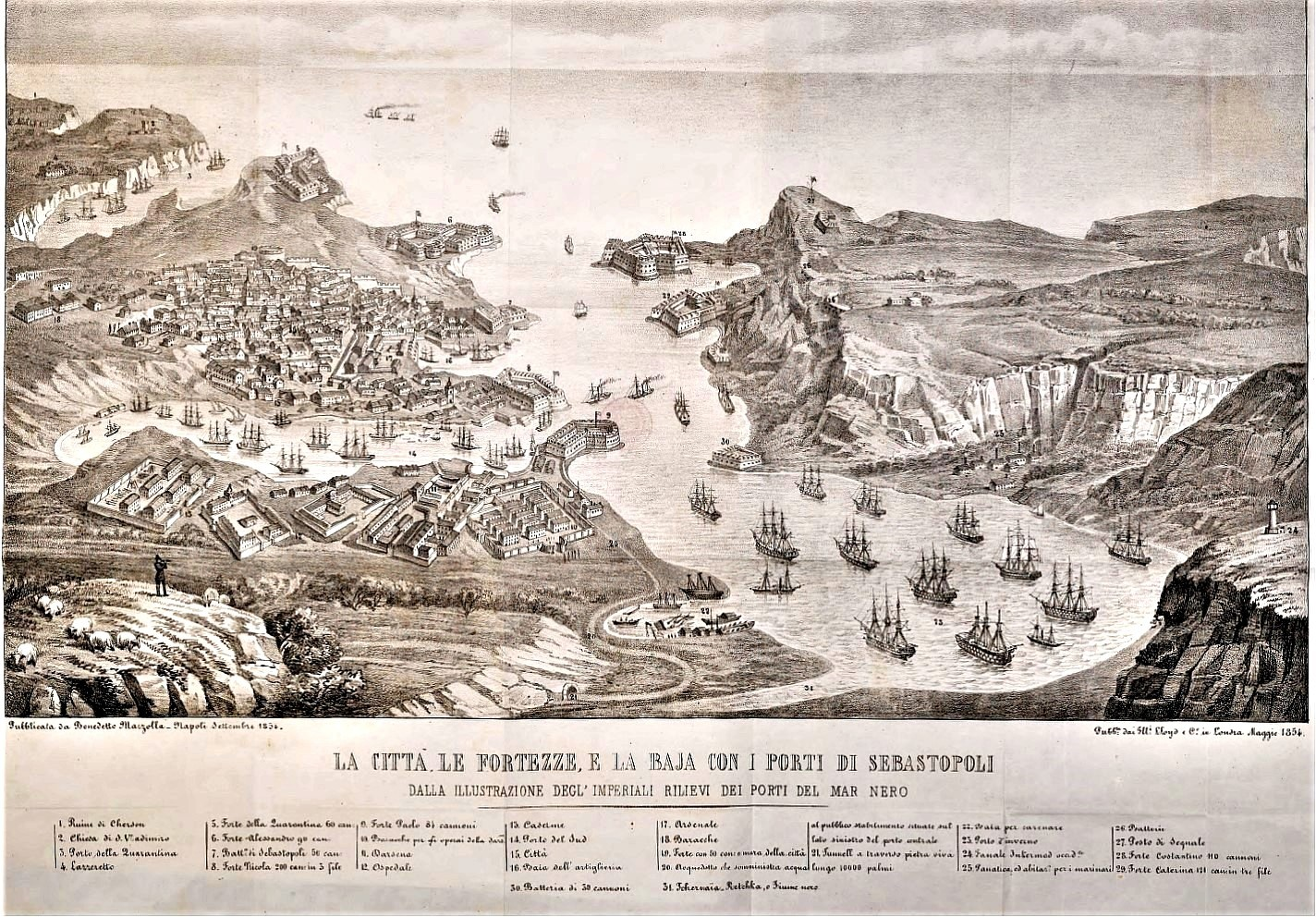
Benedetto Marzolla - La città, le fortezze, la baja con i porti di Sebastopoli (immagine tratta da: Marzolla, 1854a)

Marzolla, attingendo ai dati del Ministero dell'Interno sull'Annona, ai quali aveva accesso quale membro della Commissione generale della statistica, realizzò una carta corografica con una particolareggiata geografia delle produzioni alimentari tipiche delle diverse provincie continentali. Graficamente molto efficace risultò la soluzione di rappresentare ognuno dei cinquantuno prodotti censiti, con un ideogramma realistico. «Una simbologia figurativa del tutto inconsueta nel panorama cartografico del tempo» che permetteva una lettura immediata delle produzioni agro-alimentari per ogni provincia del Regno al di qua del Faro, oltre, naturalmente, dell'articolazione amministrativa, dei centri di maggiore rilievo, delle strade principali e della prima rete ferroviaria che collegava Napoli con Nocera e Salerno verso Sud, e con Caserta e Capua verso Nord.
Di tutt'altro argomento trattano invece numerose carte ed una monografia, pubblicate da Marzolla tra il 1854 ed 1855. Marzolla volle descrivere gli sviluppi della guerra di Crimea e, utilizzando informazioni provenienti dai paesi direttamente coinvolti nel conflitto, pubblicò opuscoli, carte geografiche e mappe delle operazioni militari con gli accampamenti, i trinceramenti e le operazioni connesse all'assedio di Sebastopoli.
Della città assediata pubblicò inoltre una dettagliata monografia, corredata dalla pianta della città e del porto, dalla carta della Crimea e della confinante Russia meridionale e da una veduta della città stessa e della sua baia dal lato mare, con le fortezze e i porti militari.
Marzolla, «evitando [...] qualsiasi considerazione politica che a noi per nulla si appartiene»,  divenne così «un vero e proprio cronista» delle vicende politico-militari del conflitto guadagnandosi l'interesse della comunità scientifica internazionale e la stima dello zar Nicola I di Russia e del suo successore Alessandro II.

## Opere

### Stampe litografiche
- Il cantiere di Castellammare di Napoli, Napoli, 1821.
- Il rione di S. Giuseppe, in Pianta dei quartieri di Napoli, di Giuseppe de Salvatori, Napoli, 1827.
- Ansicht der Grãberstrasse (Tav. III e Tav. IV); Ansicht dieses Hauses, und eines Wandgemãldes in demselben mit Arabesken (Tav. X) e Ansichten der Tempel des Quirinus und der Isis (Tav. XIII) in Ludwig Goro von Agyagfalva, Wanderungen durch Pompeii, Wien, Mörschner und Jasper, 1825,  pp. 1-176, tav. I-XX.

### Monografie e scritti vari
- Descrizione dell'isola Ferdinandea al mezzo-giorno della Sicilia, Napoli, Reale officio topographico, 1831,  pp. 1-22, tav. 7.[68]
- (In collaborazione con Giovanni Monticelli), Difesa della città e del porto di Brindisi, 2ª ed., Napoli, Gabinetto Bibliografico e Tipografico, 1832,  pp. 1-122, tav. 2.
- Atlante geografico corredato di notizie fisiche, storiche, statistiche e politiche eseguito secondo i più recenti progressi della geografia e dedicato a S.E. iI Maresciallo di Campo Marchese Delcarretto cavaliere dell'insigne reale Ordine di S. Gennaro. ministro segretario di Stato della Polizia generale, Ispettore comandante la Gendarmeria reale ec. ec. da Benedetto Marzolla impiegato nel Reale officio topografico, in Antologia militare, XI, anno VI, serie II, semestre I, Napoli, 1841,  pp. 237-240
- Grande dizionario geografico storico del Regno delle Due Sicilie: corredato di carte di moderna ed antica geografia, corografia, tipografia; che fa parte e a maggior chiarimento dell'Atlante geografico statistico universale, Napoli, R. Lit. Militare, 1852.[69]
- Notizie su Sebastopoli coordinate ed estratte da quelle pubblicate in Parigi da P. L. Prêtot nel fascicolo 38 dello Spettatore militare del 15 luglio 1854. Con la giunta: 1° Della pianta ricavata da quella pubblicata in Londra dal geografo James Wyld nel 27 marzo 1854, corredata dalla carta della Crimea e della confinante parte della Russia meridionale. 2° Dalla veduta ricavata da quella inserita nell'opera russa intitolata, Illustrazione del mar Nero per le cure di Benedetto Marzolla, Stab. Tip. R. Ministero dell'Interno, 1854,  pp. 1-29, tav. 2.
- Sulle carte geometriche dei comuni da servire di base alla statistica generale, alla costruzione della carta amministrativa ed al definitivo catasto de' reali dominii continentali del Regno delle Due Sicilie, Napoli, Stab. Tip. R. Ministero dell'Interno, 1854,  pp. 1-26.

### Carte singole generali, carte tematiche e piante di città
- Pianta topografica dell'Isola di Nisita: lazzaretto, punta di Coroglio e spiaggia di Bagnoli. Parte orientale dell'Isola di Nisita, Napoli, 1825.
- Pianta di antiche fabbriche incontrate nella costruzione della strada che conduce allo Stabilimento de' Bagni di Acqua-Termo-Minerale-Vesuviana-Nunziante, Napoli, 1834.[70]
- Carta della frontiera del Regno formata su materiale dell’ingegnere Zannoni e sulla Carta militare rilevata nel 1820 dagli ufiziali dello Stato Maggiore in cui sono disegnate le quistioni territoriali di lunga vertenza con lo Stato Pontificio, scala 1:240000, 1837. Benedetto Marzolla disegnò e scrisse su pietra, Napoli, Stab. Tip. Gatti e Dura, 1837.[71]
- Carta generale di Europa. Questa carta è stata eseguita a pennello su pietra secondo gli ultimi Trattati di Pace da Benedetto Marzolla impiegato nel Reale Officio Topografico, presso il quale trovasi vendibile, Napoli, R. Lit. Militare, 1840.
- Carta generale dell'Oceania. Compilata ed eseguita su pietra da Benedetto Marzolla, Napoli, R. Lit. Militare, 1841.
- Carta generale dell'America Settentrionale. Benedetto Marzolla eseguì col pennello sulla pietra, Napoli, R. Lit. Militare, 1842.
- Carta generale dell'Antartica, Napoli, R. Lit. Militare, 1842.
- Carta generale di Asia. Benedetto Marzolla eseguì col pennello su pietra, Napoli, R. Lit. Militare, 1842.
- Carta generale dell'America Meridionale. Benedetto Marzolla compilò ed eseguì col pennello sulla pietra la presente carta, Napoli, R. Tip. Militare, 1843.
- Carta generale di Affrica. Benedetto Marzolla eseguì col pennello su pietra, Napoli, R. Lit. Militare, 1843.
- Carta indicante le strade di ferro, la navigazione interna della Francia, dell’Inghilterra, dei Paesi Bassi, Napoli, R. Lit. Militare, 1843.
- Carta generale del Polo Artico. Benedetto Marzolla impiegato nel Reale Officio Topografico compilò ed eseguì, Napoli, R. Lit. Militare, 1844.
- Pianta dell'antica città di Pompei. Parte dissotterrata a tutto l'anno 1845, Napoli, 1845 in AA.VV., Napoli e i luoghi celebri delle sue vicinanze. Al settimo Congresso scientifico degl'Italiani nel settembre del DCCCXLV, a cura di Ministero e R. Segreteria di Stato degli Affari interni, II, Napoli, Stab. Tip. Gaetano Nobili, 1845,  pp. 1-602, I-XXII, tav. 11.
- Carta de' contorni di Napoli, costrutta ed eseguita, sui più recenti ed esatti materiali da Benedetto Marzolla, con tutte le strade postali, rotabili e di ferro esistenti e a farsi, Napoli, 1845 in AA.VV., Napoli e i luoghi celebri delle sue vicinanze. Al settimo Congresso scientifico degl'Italiani nel settembre del DCCCXLV, a cura di Ministero e R. Segreteria di Stato degli Affari interni, II, Napoli, Stab. Tip. Gaetano Nobili, 1845,  pp. 1-602, I-XXII, tav. 11.
- Carta generale del mondo conosciuto dagli antichi, Napoli, Lit. Militare, 1845
- Quadro statistico della provincia di Napoli al 1º gennaio 1846, Napoli, R. Lit. Militare, 1848.
- Italia indipendente. Notizie relative alla Geografia Fisica, Politica e Statistica della Italia, Napoli, R. Lit. Militare, 1848.[72]
- Carta Corografica-Strategica della Sicilia, Napoli, R. Lit. Militare, 1852.[73]
- Sicilia ossia reali dominj al di là del Faro eseguita sotto la direzione dell'autore B. Marzolla, Napoli, 1853.
- Carta del Regno delle Due Sicilie, Reali Dominj al di qua del Faro eseguita sotto la direzione dell'autore B. Marzolla, Napoli, 1854.
- Regno lombardo-veneto, Napoli, Officio topografico, 1854.
- Carta degli accampamenti, trinceramenti ed operazioni di assedio a sud di Sebastopoli dal 26 settembre 1854 in poi, Napoli, 1855.
- Carta dei prodotti alimentari delle Provincie Continentali del Regno delle Due Sicilie eseguita a cura del Real Ministero di Stato dell'Interno da Benedetto Marzolla (JPG), Napoli, R. Ministero di Stato per l'Interno, 1856.
- Golfo di Finlandia ed Isole vicine, dettagli di S. Pietroburgo, Cronstadt Helsingfors, Sweaborg e del Porto di Riga, Napoli, 1856.
- Pianta della Provincia di Noto, Napoli, 1856.
- Turchia asiatica, Arabia, Afghanistan, Herat, Belutchistan, Napoli, 1856.
- Carta della telegrafia elettrica in Europa, Napoli, Stab. Geogr. Benedetto Marzolla, 1857.
- Carta Catastale del comune di Castellammare alla scala di 1:5000 - Rilievo eseguito in forza del Real Decreto del dì 11 gennaio 1854 dall'Ingegnere topografico Benedetto Marzolla, Napoli, 1858.[74]
- Circoscrizione ecclesiastica nel Regno delle Due Sicilie in XII fogli da far seguito alla Descrizione del Regno per Provincie ed all'Atlante geografico di B. Marzolla pubblicandosi ora da L. Manzella, Napoli, Stabilimento geografico, 1859. URL consultato il 19 ottobre 2021 (archiviato dall'url originale il 10 ottobre 2021).[75]

### Atlanti corografici ed atlanti geografici universali
- Atlante corografico storico e statistico del Regno delle Due Sicilie. Eseguito litograficamente, compilato e dedicato a S.M. il Re Ferdinando II dal suo umilissimo e fedelissimo suddito Benedetto Marzolla, 1ª ed., Napoli, R. Tip. Militare, 1832,  pp. 1-48, tav. 23.[76]
- Atlante geografico corredato di notizie fisiche, storiche, statistiche e politiche eseguito secondo i più recenti progressi della geografia e dedicato a S.E. iI Maresciallo di Campo Marchese Delcarretto cavaliere dell'insigne reale Ordine di S. Gennaro. ministro segretario di Stato della Polizia generale, Ispettore comandante la Gendarmeria reale ec. ec. da Benedetto Marzolla impiegato nel Reale officio topografico, 1ª ed., Napoli, R. Litografia militare, 1843,  pp. 2, tav. 41.
- Descrizione del globo in due emisferi nella quale sono indicate tutte le scoperte finora fatte compilata ed eseguita col pennello su pietra da Benedetto Marzolla, Napoli, R. Tip. Miltare, 1843.
- Descrizione del Regno delle Due Sicilie per provincie indicante la rispettiva circoscrizione civile, giudiziaria ed ecclesiastica, la popolazione assoluta e relativa a tutto il 1851. Le strade costrutte ed in costruzione a tutto il 1853, le linee telegrafiche, le dogane, il commercio, i prodotti naturali ed industriali, la condizione fisica e l’estensione, nonché un sunto storico di ciascuna Provincia. Eseguita in litografia per cura e sotto la direzione di Benedetto Marzolla, 2ª ed., Napoli, Stab. Geogr. Strada S. Carlo, 1854,  pp. tav. 24.
- Atlante geografico corredato di notizie relative alla geografia fisica politica, ed in generale alla statistica delle varie regioni del Globo. Compilato ed eseguito in litografia per cura e sotto la direzione di Benedetto Marzolla, 6ª ed., Napoli, R. Litografia Militare, 1858,  pp. tav. 54.[77]